# Ahmed El-Sayed (judo)
Pour les articles homonymes, voir Ahmed El-Sayed et El-Sayed.
Ahmed El-Sayed, né le 12 juillet 1971, est un judoka égyptien.

## Carrière
Ahmed El-Sayed est médaillé d'or dans la catégorie des moins de 60 kg aux Jeux africains de 1991 au Caire.
Il participe aux Jeux olympiques d'été de 1992 à Barcelone.